# Captain January (pel·lícula de 1924)

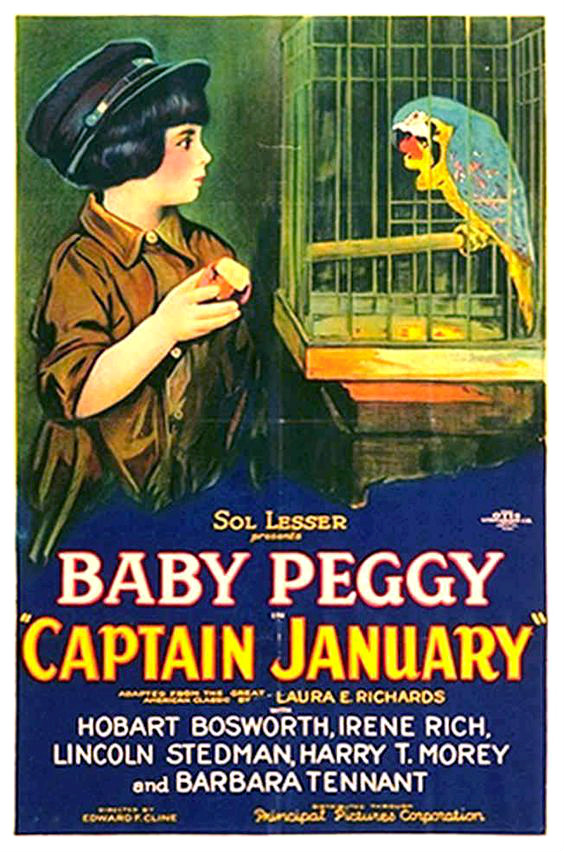
Cartell de la pel·lícula

Captain January és una pel·lícula muda dirigida per Edward F. Cline i interpretada per Baby Peggy, que en aquell moment només tenia quatre anys, Hobart Bosworth i Irene Rich. Basada en el llibre per a infants del mateix títol de Laura E. Richards (1891) adaptat per Eve Unsell i John Gray, la pel·lícula es va estrenar el 6 de juliol de 1924.

## Argument
Jeremiah Judkins és un faroner que un dia troba a la platja una nena que ha sobreviscut a un naufragi. El vell decideix adoptar-la i ella, amb el nom de Captain January, l'ajuda en les seves funcions. Un nit Jeremiah s'adorm una nit i la llum del far s'apaga i com a conseqüència un iot queda varat a prop del far. Una de les seves passatgeres, Isabelle Morton, visita el far i identifica la nena com la filla de la seva germana que havia mort en un naufragi. Isabelle se l'emporta però la petita no és feliç a la seva nova llar. Amb la primera oportunitat, Captain January torna amb el faroner. Els Morton s'adonen que el vell i la nena són inseparables i decideixen fer lloc al vell a casa seva.

## Repartiment
- Hobart Bosworth (Jeremiah Judkins)
- Baby Peggy (Captain January)
- Irene Rich (Isabelle Morton)
- Lincoln Stedman (Bob Peet)
- Harry T. Morey (George Maxwell)
- Wilmuth Merkyl (Herbert Morton)
- Barbara Tennant (Lucy Tripp)
- Wilmuth Merkyl (Herbert Morton)
- Emmett King (reverend John Elliott)
- Joseph North (majordom dels Morton)